# Saint-Laurent-du-Maroni (quận)
Quận Saint-Laurent-du-Maroni là một quận của Pháp, nằm ở tỉnh Guyane, ở vùng Guyane, giáp biên giới với các quận Marowijne, Sipaliwini của Suriname ở phía tây và bang Amapá của Brasil ở phía nam. Quận này có 3 tổng và 8 xã.

## Các đơn vị hành chính

### Các tổng
Các tổng của quận Saint-Laurent-du-Maroni là: 
1. Mana
2. Maripasoula
3. Saint-Laurent-du-Maroni

### Các xã
Các xã của quận Saint-Laurent-du-Maroni, và mã INSEE là: 
| 1. Apatou (97360)      | 2. Awala-Yalimapo (97361) | 3. Grand-Santi (97357)             | 4. Mana (97306) |
| 5. Maripasoula (97353) | 6. Papaïchton (97362)     | 7. Saint-Laurent-du-Maroni (97311) | 8. Saül (97352) |